# Stefan Grüttner

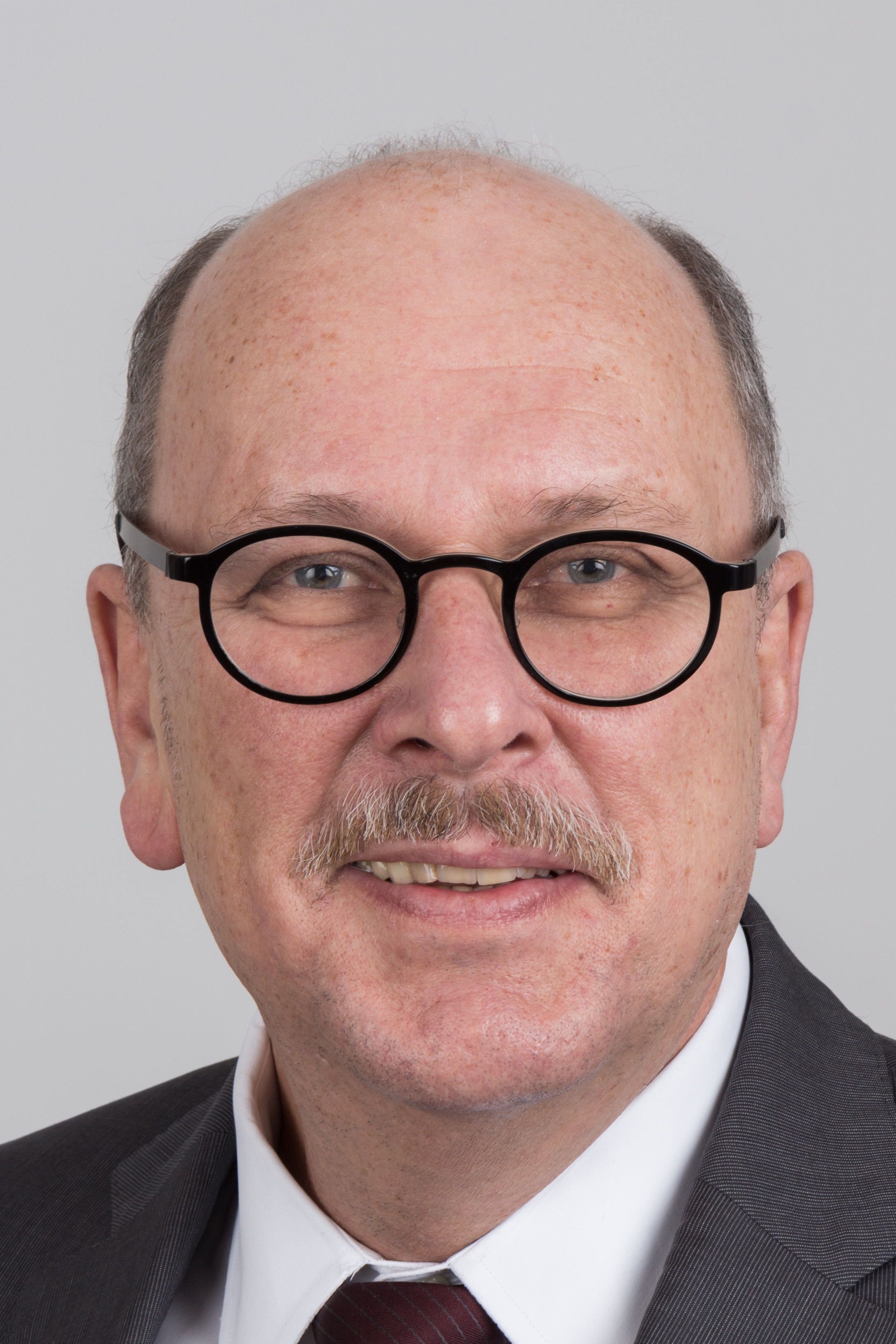
Stefan Grüttner (2016)

Stefan Grüttner (* 25. Dezember 1956 in Wiesbaden) ist ein deutscher CDU-Politiker. Von August 2010 bis Januar 2019 war er hessischer Sozialminister, ab Januar 2014 war er wegen der Umbenennung des Ministeriums hessischer Minister für Soziales und Integration. Zuvor war er von 2003 bis 2010 Chef der Hessischen Staatskanzlei. Von 1995 bis 2019 sowie von 2023 bis 2024 war er Abgeordneter im Hessischen Landtag.

## Ausbildung und Beruf
Nach dem Abitur im Jahr 1975 studierte Stefan Grüttner Volkswirtschaftslehre in Mainz und schloss das Studium 1983 mit dem Diplom ab. Bis 1986 war er wissenschaftlicher Mitarbeiter am Lehrstuhl für Volkswirtschaftspolitik an der Johannes Gutenberg-Universität Mainz.
Von 1986 bis 1987 war er Grundsatzreferent im Ministerium für Soziales und Familie in Rheinland-Pfalz und von 1987 bis 1991 der Persönliche Referent der rheinland-pfälzischen Sozialministerin.
Grüttner ist katholisch, verheiratet, hat zwei Söhne und wohnt im Offenbacher Stadtteil Bürgel.

## Politik
Seit 1979 ist Stefan Grüttner Mitglied der CDU und dort seit 1995 Mitglied des Bezirksvorstands CDU Untermain, seit 1994 Kreisvorsitzender der CDU Offenbach, von 1987 bis 1991 Mitglied des CDU-Kreisvorstands Wiesbaden sowie seit 1992 Mitglied des CDU-Kreisvorstands Offenbach.
Kommunalpolitisch war Grüttner von 1981 bis 1991 in der Stadtverordnetenversammlung Wiesbaden und von 1997 bis 2017 in der Stadtverordnetenversammlung Offenbach aktiv. Von 1981 bis 1985 war Grüttner Ortsvorsteher des Ortsbezirkes Wiesbaden-Mitte. Von 1991 bis 1995 war er hauptberuflicher Sozialdezernent der Stadt Offenbach am Main.
Von 1995 bis 2019 war er Mitglied des Hessischen Landtages für den Wahlkreis Offenbach-Stadt und von 1999 bis April 2003 Parlamentarischer Geschäftsführer der CDU-Fraktion im Hessischen Landtag. Seit dem Jahresbeginn 2023 ist er erneut Mitglied des Landtags.
Bei der Landtagswahl in Hessen 2008 am 27. Januar 2008 trat Grüttner als Direktkandidat an und konnte sich unter anderem gegen Heike Habermann, schulpolitische Sprecherin der SPD-Fraktion, und Tarek Al-Wazir, Fraktionsvorsitzender der Fraktion Bündnis 90/Die Grünen, durchsetzen. Auch bei den Landtagswahlen 2009 und 2013 verteidigte Grüttner das Direktmandat gegen die gleichen Kandidaten. Bei der Landtagswahl 2018 verlor er schließlich sein Mandat an Tarek Al-Wazir und schied zunächst aus dem Landtag aus. Er rückte jedoch am 1. Januar 2023 für Norbert Kartmann in den Landtag nach. Zur Landtagswahl 2023 trat er nicht erneut an. Seine Nachfolgerin als Wahlkreiskandidat wurde Kim-Sarah Speer.
Grüttner war von April 2003 bis August 2010 Minister in der Hessischen Staatskanzlei mit der Aufgabe des Chefs der Staatskanzlei. Anschließend übernahm er im Kabinett Bouffier I das Sozialministerium. Ab Januar 2014 ist er im Kabinett Bouffier II verantwortlich für das Ministerium für Soziales und Integration. Im Kabinett Bouffier III wurde er nicht mehr berücksichtigt.
Grüttner war Mitglied der 12. (2004), 13. (2009), 14. (2010) und 15. Bundesversammlung (2012).

## Sonstige Ämter
Stefan Grüttner war unter anderem 1993 bis 2010 Mitglied der Verbandsversammlung des Landeswohlfahrtsverbandes, war Mitglied im Aufsichtsrat der documenta, ist Verwaltungsratsmitglied des Deutschlandradios und Mitglied des Verwaltungsrates der Städtischen Sparkasse Offenbach am Main als auch des Kuratoriums der Wilhelm-Schramm-Stiftung.